# Dolichopeza (Dolichopeza) austrocaledonica
Dolichopeza (Dolichopeza) austrocaledonica is een tweevleugelige uit de familie langpootmuggen (Tipulidae). De soort komt voor in het Australaziatisch gebied.